# 五カ年計画
- 五カ年
- 五ヵ年
- 五ヶ年
- 五か年
- 5カ年
- 5ヵ年
- 5か年
- ５か年
- 五箇年

五カ年計画（ごかねんけいかく）とは、5年の期間で達成すべき目標とその手法について定めた長期的な計画のこと。歴史的には、ヨシフ・スターリンソビエト連邦共産党書記長が1928年に発表した経済・文化・人民の発展に関する5年単位の建設計画を指す。
その後、満洲、日本、中華人民共和国などでも類似の5年単位の計画が実施され、政府および地方自治体、あるいは各企業・事業団体がおこなう経済運営政策や事業計画をさすようになった。この項目では便宜上、5年以外の期間によるほかの「○か年計画」の語についても扱う。

## ソビエト連邦
ソビエト連邦の五か年計画（ロシア語:пятилеткаピチリェートカ）とは、ソビエト連邦が国家発展を希求し、重工業中心の工業化及び農業の集団化（コルホーズ）に関して逐次作成した、5年間にわたる長期計画。1928年から1932年の第一次五カ年計画から1986年のペレストロイカを推進した第12次まで行われた。単に五カ年計画と呼ぶ場合は第一次五カ年計画を指すことが多い。
- 第1次：1928年 - 1932年、農業国から工業国への転換。農業集団化が進展した[1]。
- 第2次：1933年 - 1937年、重工業の発展[1]。
- 第3次：1938年 - 1942年、軍需産業分散。第二次世界大戦によって中断[1]。
- 第4次：1946年 - 1950年、戦後復興[1]。
- 第5次：1951年 - 1955年[2]。
- 第6次：1956年 - 1958年、途中で中断[2]。
- 第7次：1959年 - 1965年。この計画のみ七カ年[2]。
- 第8次：1966年 - 1970年
- 第9次：1971年 - 1975年
- 第10次：1976年 - 1980年
- 第11次：1981年 - 1985年
- 第12次：1986年 - 1990年、各部門のペレストロイカ推進[1]

ウラジーミル・セミョーノフらは五カ年計画に先立ち、1923年、「新モスクワ都市計画」を発表していた。

### 第一次五カ年計画 (1928年 - 1933年)

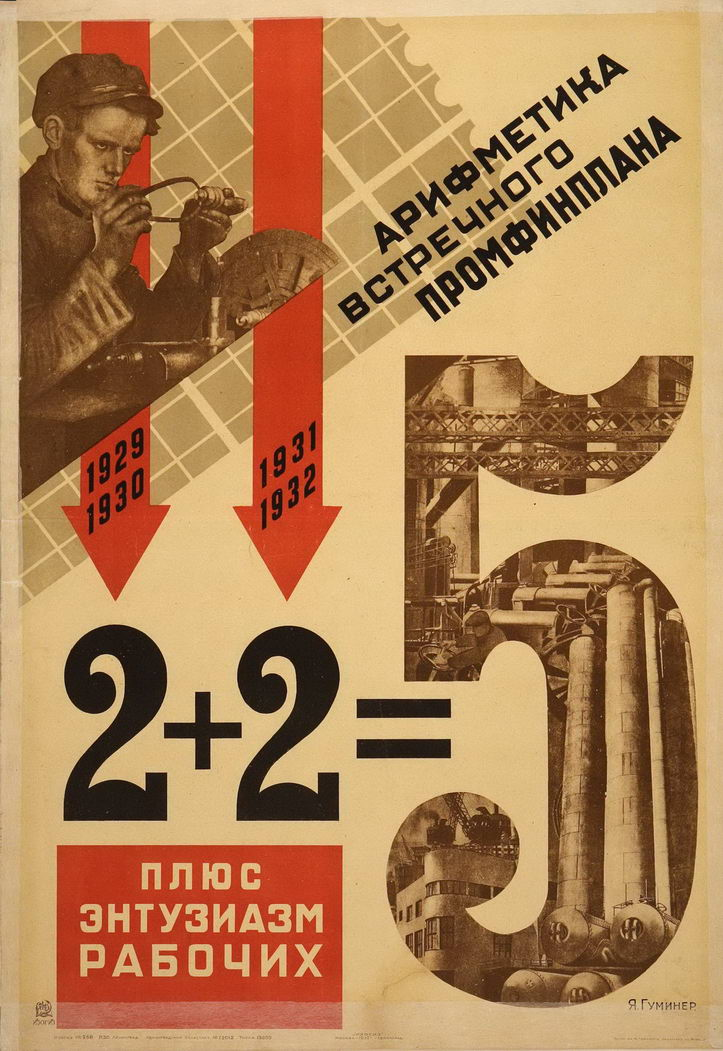
「2 + 2 = 5」というフレーズで五カ年計画の早期達成を扇動するソ連ポスター

スターリンはボリシェヴィキ革命が崩壊するかもしれないことを恐れ、第二次革命を開始し、1928年に五カ年計画を発表した。この第二次革命のあいだ、スターリンは戦争と外国から侵略されることの脅威をたえず訴えた。
スターリンは1931年2月に、ロシアは立ちおくれたために、モンゴル、トルコ、スウェーデン、ポーランド＝リトアニア共和国、英仏、日本に打ち負かされてきたと語った。
五カ年計画では、国民経済への投資総額を、それまでの五年間の2.4倍の645億ルーブルとし、大工業粗生産を2.8倍、生産財部門は3.3倍に発展させるとされた。五か年計画はたびたび上向修正され、1929年12月の突撃班大会では「五か年計画を四ヵ年で」と変更された。
銑鉄の生産高目標は1927/1928年度で330万トンだったのを1932・1933年度には1000万トンに引き上げ、1930年6-7月の第16回党大会では1700万トンに引き上げられた。同様に石炭も目標7500万トンだったのを1億500万トンに、石油は目標2170万トンだったのを5500万トンに引き上げられた。
ウドムルト自治ソビエト社会主義共和国は五カ年計画の下で工業国化され、ウラル工科大学は五カ年計画から理工系エリートの養成がされていた時代に高等教育機関としてソビエト経済の重工業を中心とした発展において期待されていく。マグニトゴルスクも五カ年計画によって急速に発展した都市であり、スターリングラード攻防戦で知られるスターリングラード市は五カ年計画で重点的にモデル都市として整備された結果、指折りの製鉄工場である赤い10月製鉄工場、大砲を製造していたバリカドイ（バリケード）兵器工場、さらにスターリングラード・トラクター工場（別名 ジェルジンスキー工場）など、ソ連にとって国家的に重要な大工場が存在する有数の工業都市として知られた。ニジニ・タギルも1931年からの第二次五カ年計画が始まると次々に投資がなされた。
五カ年計画に基づくダム・河川総合開発で代表的なものとしてはエニセイ川（ブラーツクダム他）がある。サハリンの鉄道は第九次および第十次五カ年計画において各線の信号自動化やCTC化を進めた。
ニコライ・シュヴェルニクは五カ年計画に基づく重工業化に対する熱心な唱道者で政治的に復権を果たした。
しかし、こうした計画はしだいに非現実性をあらわにして、工業生産成長率は低下した。スターリンは、この低下の原因を「ブルジョワ専門家」の妨害に求めた。1932年には様々な不均衡としわ寄せがかさなり、さらに国防費や機械増産費の負担も重くなった。また、外貨危機が輸入削減を強いた。

#### 飢餓輸出
五カ年計画は、農民から穀物を安く買い上げ、輸出に回して、得た利益を工業化へ投資するものだったが、この計画の期間中、「クラーク」と呼ばれた「富農」の抹殺・撲滅（クラーク撲滅運動)に取り組んだ。1929年後半から32年までに1000万人のクラークが追放され、200万人が極北とシベリアの強制収容所に強制移住させられ、OGPUの記録でも、1932年の強制移住者のうち50万人が特別移住地で死んだか、逃亡した。また、1928年から1933年までの五カ年の間にウクライナでは飢饉（ホロドモール)が発生し、当時の人口の一割以上の400万人から600万人が死亡した。
さらに穀物の飢餓輸出が限界に達した。こうして、五カ年計画による急速な工業化は、外国からの設備輸入を柱としていたが、これが不可能になり、またウクライナや北カフカースなどの農村での飢饉(ホロドモール)により、都市でも食糧難が発生した。政府は、これを乗り越えるべく、さらに集権的指令経済システムを形成させていった。
ソビエト連邦はこの計画によって世界恐慌を乗り切ったと宣伝した。また、資本主義世界が不況にあえぐなか、ソ連の五カ年計画は諸外国からも成功したとみなされた。しかし、実際には成功は誇張されており、おびただしい犠牲も隠蔽されていた。五カ年計画は、ソ連外部の国々において過大評価され、ソ連に対する幻想をひろめた。しかし、実際には国内の矛盾はふかまった。
アンドレイ・プラトーノフは農業の集団化を押し進めることに疑問を呈した。

### 第二次五カ年計画 (1933年 - 1937年)
1933年1月、第二次五カ年計画 (1933年 - 1937年)は、第一次五カ年計画の不達成をふまえ、テンポを低くおさえ、概して順調に発展した。
一方で、大テロルが進行し、経営幹部が次々と粛清された。

#### スタハノフ運動と労働の強制化
1935年8月にドンバス炭鉱の労働者アレクセイ・スタハーノフが当時の1人当たり石炭産出量ノルマのおよそ14倍に当たる採炭量を記録した。これは実際にはスタハーノフ一人によるものでなく、二人の補助労働者の協力があり、炭鉱の共産党指導部による綿密な準備のもとで組織的に達成されたものであった。共産党は、スタハーノフを模範として、全国に宣伝した。スタハーノフは一躍「第二次五カ年計画」をはじめとするソビエト連邦の社会主義建設におけるシンボルに祭り上げられる。
このスタハノフ運動ではより勤勉な労働が要請され、ノルマを達成しない経営者はテロルの犠牲となった。1938年には労働規律が強化され、1939年には20分以上の遅刻は欠勤扱いとなり、さらに1940年には欠勤に刑事罰を課した。これらの政策によって、ソ連での労働関係は全体としてますます強制的なものとなっていった。

#### 軍事力の増強
第一次世界大戦後のソビエト連邦軍では1933年頃に海軍力の増強を図っており、連邦海軍の第二次五ヶ年計画においては4隻の巡洋艦の建造を認めキーロフ級巡洋艦、タシュケント (嚮導駆逐艦)、ストロジェヴォイ級駆逐艦の建造を決定。この計画は7U号と呼ばれ、第二次五ヶ年計画で建造されたグネフヌイ級駆逐艦の純粋な発展型とされる。ソビエツキー・ソユーズ級戦艦や「カリーニン」と「カガノーヴィチ」の追加2隻が承認は1938年の第三次五カ年計画として計画が纏められ、ようやく建造が承認されたものである。
また、世界恐慌をきっかけに台頭したファシズムに対抗する関係上から、1930年代を通じて、マクシム・リトヴィノフは反ファシズムの集団安全保障政策を引っさげた国家建設に邁進するため、対外関係の緊張緩和が優先されもした。

### 第二次世界大戦後
スターリン批判後も、ソビエト政府はゴスプランが作成する五ヶ年計画を掲げ、軽工業への一定の配慮を示しながら、冷戦に備えている。
製菓工場のボルシェビークは1971年、第九次五カ年計画早期達成の功績でソ連最高会議のレーニン勲章を受けている。
また、ソビエト連邦の宇宙開発は五カ年計画と繋がっていた。小惑星(2122) Pyatiletkaは五カ年計画を表すロシア語のПятилеткаから命名されている。
マクシム・サブーロフはゴスプラン議長に再任され第5次五カ年計画を統括、第二次世界大戦後のソ連経済の再建に当たるが、他の計画策定者とともに第6次五カ年計画の非現実性については後に批判されている。

### 評価
ペレストロイカ以後、ソ連では様々な資料が公開され、またそれまでタブーとされてきた批判的検討もできるようになった。セリューニンとハーニンは、五カ年計画の実態について発表を行なった。これまで、ソ連政府の公式見解としては、1929年 - 1941年のソ連の国民所得の公式記録は5.46倍に上昇したとされ、計画の成功が宣伝されてきたが、これは実際には1.5倍程度であったと発表した。また、年平均成長率は公式統計では13.9%だったが、これも実際には3.2%だった。労働生産性の上昇は、公式統計では4.33倍だったが、これも実際には1.19倍だったと発表した。
セリューニンとハーニンの研究によって、これまで五カ年計画は大きな犠牲はあったが、総じて成功した計画とされてきたが、その成功の実態はさして重視されるべきものでもなかったことがあらためて判明した。五カ年計画と同時期に進行していたスターリンによる弾圧政策では、クラーク撲滅運動、ホロドモール、大粛清、少数民族の強制移住などにより、およそ1500万人から2000万人の人々が、共産主義の名において殺害されていたが、これらのことは当時隠蔽され、被害者をのぞきごく一部の者にしか知られていなかった。スターリンによる人々の大量殺害の実態については、現在も究明が続けられている。

## ハンガリー人民共和国
社会主義国の多くでは、ソ連と同様に重要産業の国有化とともに五カ年計画などの計画経済、教育の無償化などが行われた。ハンガリー人民共和国のドゥナウーイヴァーロシュでは、1949年から1950年代にかけ、五カ年計画で都市建設が始まり、鉄鋼コンビナートで重工業に従事する労働者のための住宅が建設された。

## 日本

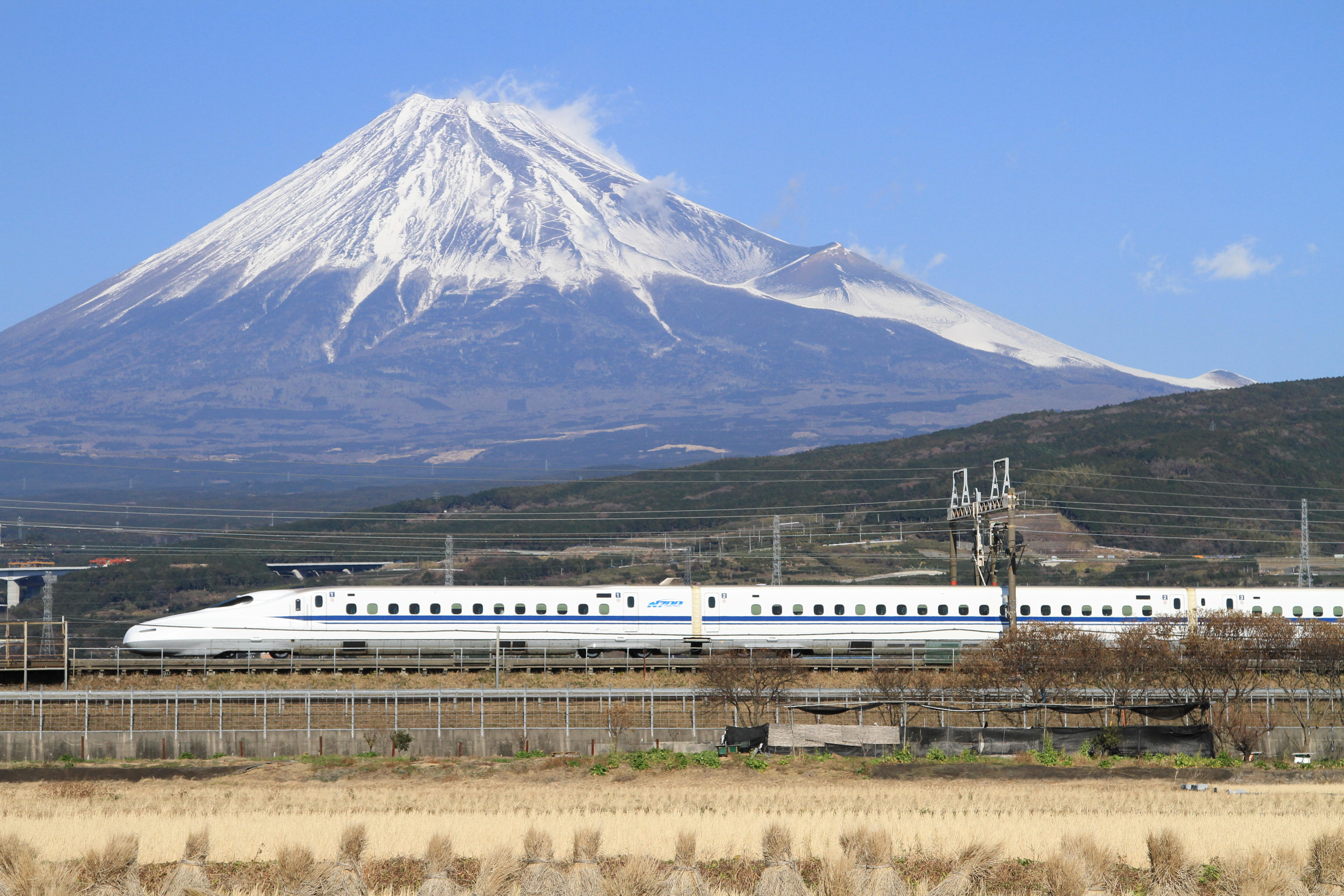
日本国有鉄道（国鉄）の「第2次5カ年計画」（1961年開始）の目玉として着工され、当時の金で3563億円を費やして1964年に開業した東海道新幹線

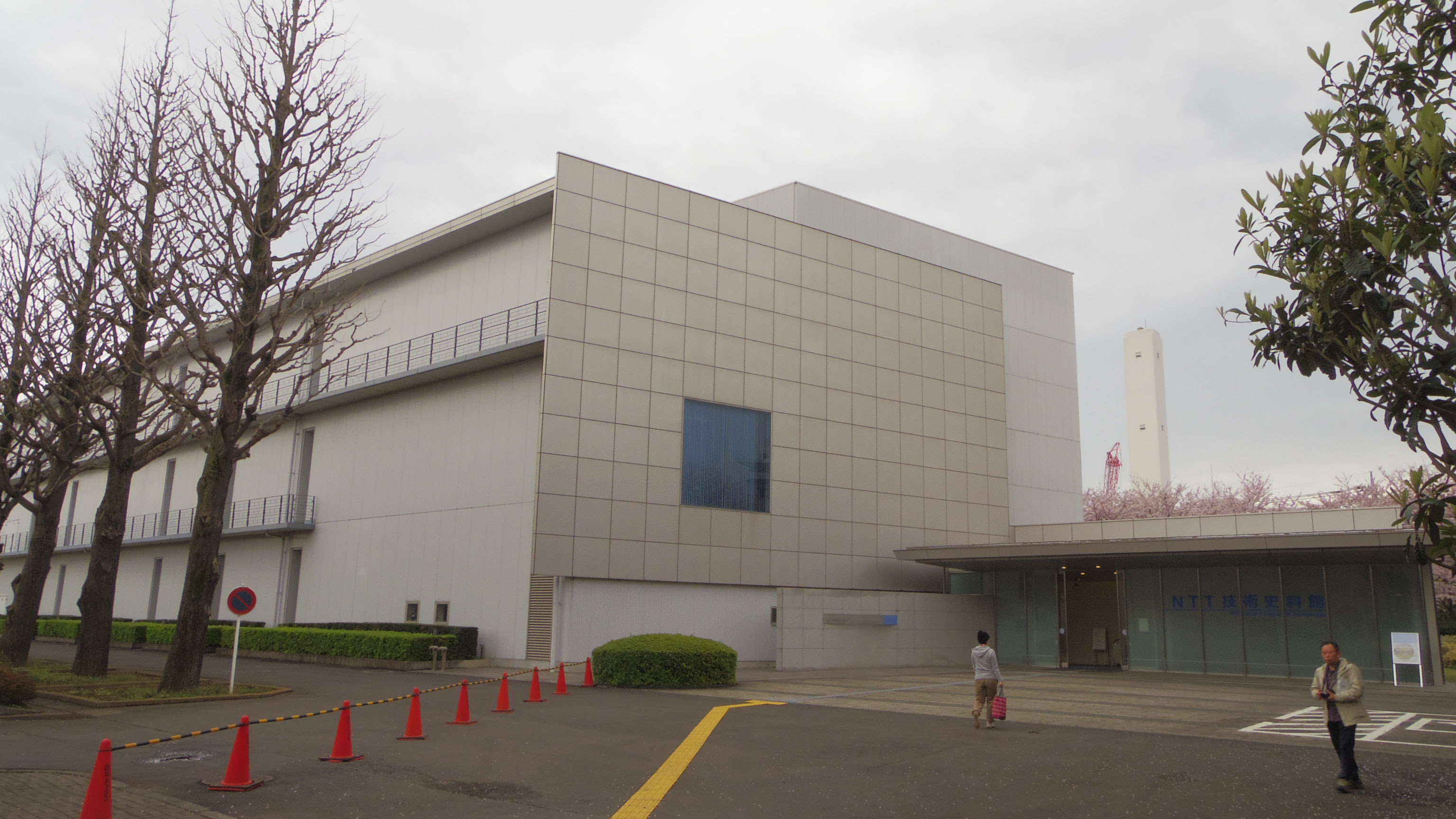
昭和時代の日本の通信行政における5か年計画の立案を担った旧・日本電信電話公社武蔵野電気通信研究所（現・NTT武蔵野研究開発センタ）に併設されているNTT技術史料館。5か年計画の成果を見ることができる

日本の戦前期の革新官僚らはソ連の五カ年計画方式を導入した。弾丸列車は1954年までに開通させることを目標とした「十五ヶ年計画」に基いたものであった。戦後の日本でも鳩山一郎内閣の「経済自立五カ年計画」から宮澤喜一内閣の「生活大国五カ年計画」まで、五カ年計画と題された経済計画がつくられた。中曽根康弘内閣では経済計画を定性的にすべきとして「展望と指針」に言い換えられた時期もあった。また各省庁単位でも、法に基づき策定された五カ年計画に沿って事業が行われる例があった（例：道路整備緊急措置法(昭和33年法律第34号)、時短 (労働)に関する「世界とともに生きる日本－経済運営五ヶ年計画」）
日本の地方自治体では、かつて東京都が示したプロジェクト型ビジョンの施策「東京緊急開発行動五ヶ年計画」などがあり、埼玉県鷲宮町は1993年（平成5年）より、県の許可を受け五カ年計画で第二浄水場施設の増設を行っている。

### 昭和時代の主な五か年計画
- 経済自立五ヵ年計画 - 第2次大戦後の日本における初の長期経済計画で、1955（昭和30）年12月20日に鳩山内閣によって閣議決定された。当時アメリカの援助と特需に頼っていた日本経済の自立を目指したもの。1955年度の時点で既に目標を大幅に上回る数値を達成したため1957年に廃止され、「新長期経済計画」（1957年 - 1960年）に置き換えられた。
- 国鉄の5カ年計画 - 老朽施設の更新や輸送力増強を目指したもの。「第1次5カ年計画」（1957-）と「第2次5カ年計画」（1961年-）がある。第1次5カ年計画においては四国を除く全国に特急列車網が形成されたが（サンロクトオ）、輸送量の増大に追いつかなかったため、第2次5カ年計画においては東京・大阪間をつなぐ新たな幹線鉄道（通称「新幹線」）の建設費3563億円を含めた総額1兆3491億円の予算が建てられ、1964年には世界初の高速鉄道である東海道新幹線が開通した。計画が経済の成長および輸送量の増大に追いつかなかったため、第2次5カ年計画の途中の1964年で打ち切られて「新長期計画」（第三次長期計画、前期1965-1968、後期1969-1971）に置き換えられたが、モータリゼーションの進展などの理由により第三次長期計画の途中で国鉄の財政が悪化し、1987年（昭和62年）には負債が37.1兆円にまで膨れ上がって国鉄は事実上破たんした。日本国が引き継いだ「国鉄長期債務」は2051年度(令和33年)ごろの解消を目指し、金利と元金を含めて毎年1兆円程度、日本国民が返済し続けている。
- 科学研究計画5カ年計画 - 第1次は日本学術会議が1965年10月に勧告したもので、これに基づいて日本政府が昭和四十四年文部省令第十八号として法制化。これを受けて、1971年までに旧帝7大学に7大学大型計算機センター（現・全国共同利用情報基盤センター）が設置された。
- 電信電話拡充改良5ヵ年計画 - 日本電信電話公社によって、1953年に第1次が開始。国産クロスバー交換機の開発（第1次）、ファックスの導入（第4次）、ビデオテックスサービス（キャプテンシステム）の開発（第5次）などの成果を上げ、第6次で終了。一部のプロジェクトは解体・民営化された後のNTTグループ各社に引き継がれた。

### 現在の日本で実施中の主な5か年計画
- まち・ひと・しごと創生総合戦略 - 地方創生や少子化の歯止めなどを目指したもの。第1期（安倍内閣、2015 - 2019年度）、第2期（菅内閣、2020年 - ）
- 薬物乱用防止五か年戦略 - 平成時代の「第三次覚せい剤乱用期」にあたる1998年に厚生省によって開始された。2021年現在は厚生労働省によって「第五次薬物乱用防止五か年戦略」（2018年 - ）が実施されている。
- 防災・減災、国土強靱化のための5か年加速化対策 - 通称「国土強靱化5カ年対策」。菅内閣によって2021年度開始予定
- 中期防衛力整備計画 - 自衛隊の軍備計画。1986年に第1期開始（61中期防）。2021年現在は第8期（31中期防）実施中。

### 五か年計画の成果

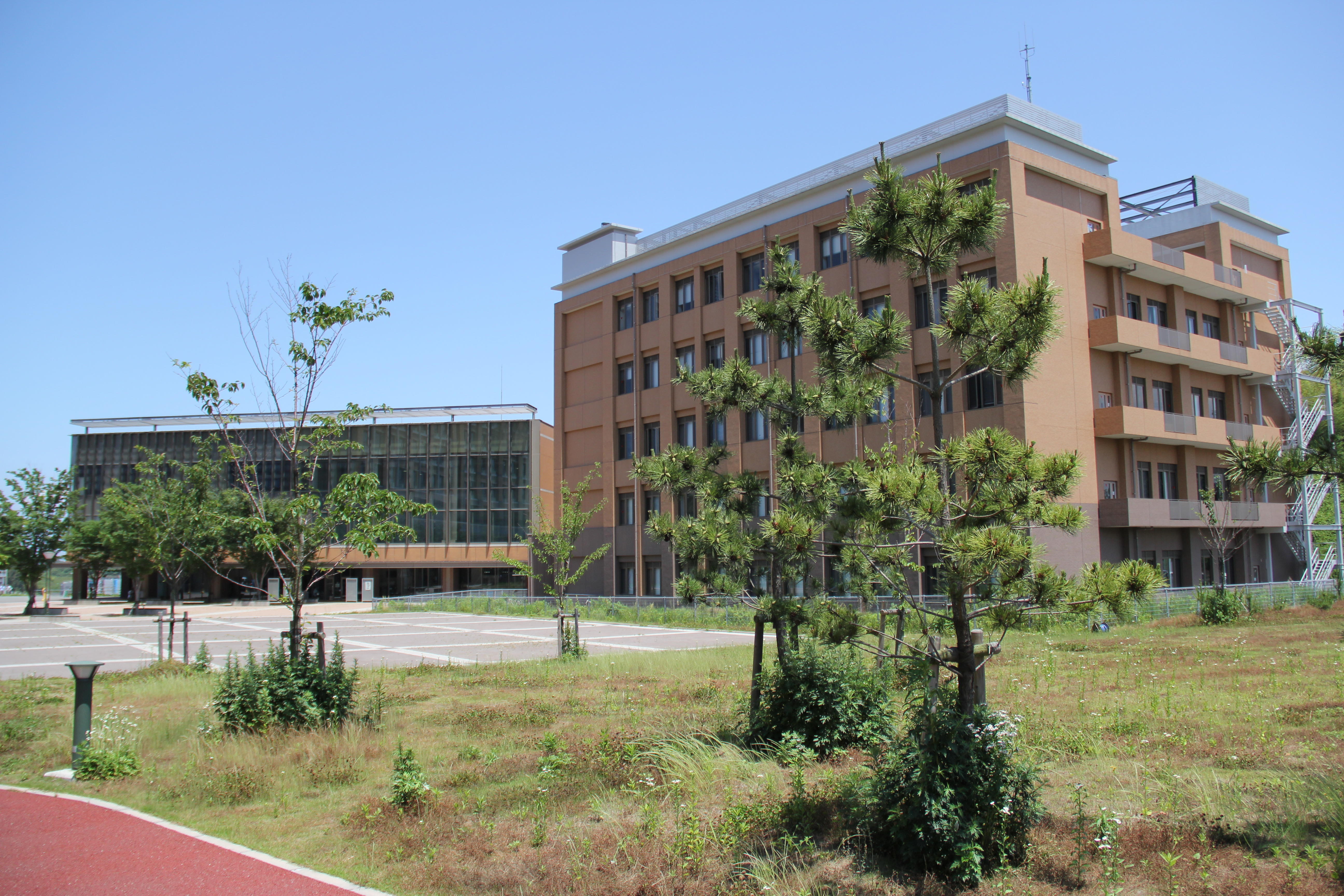
「科学研究計画第1次5カ年計画」（1965年-）に基づいて1969年に九州大学に設置された九州大学大型計算機センター（現・九州大学情報基盤研究開発センター）
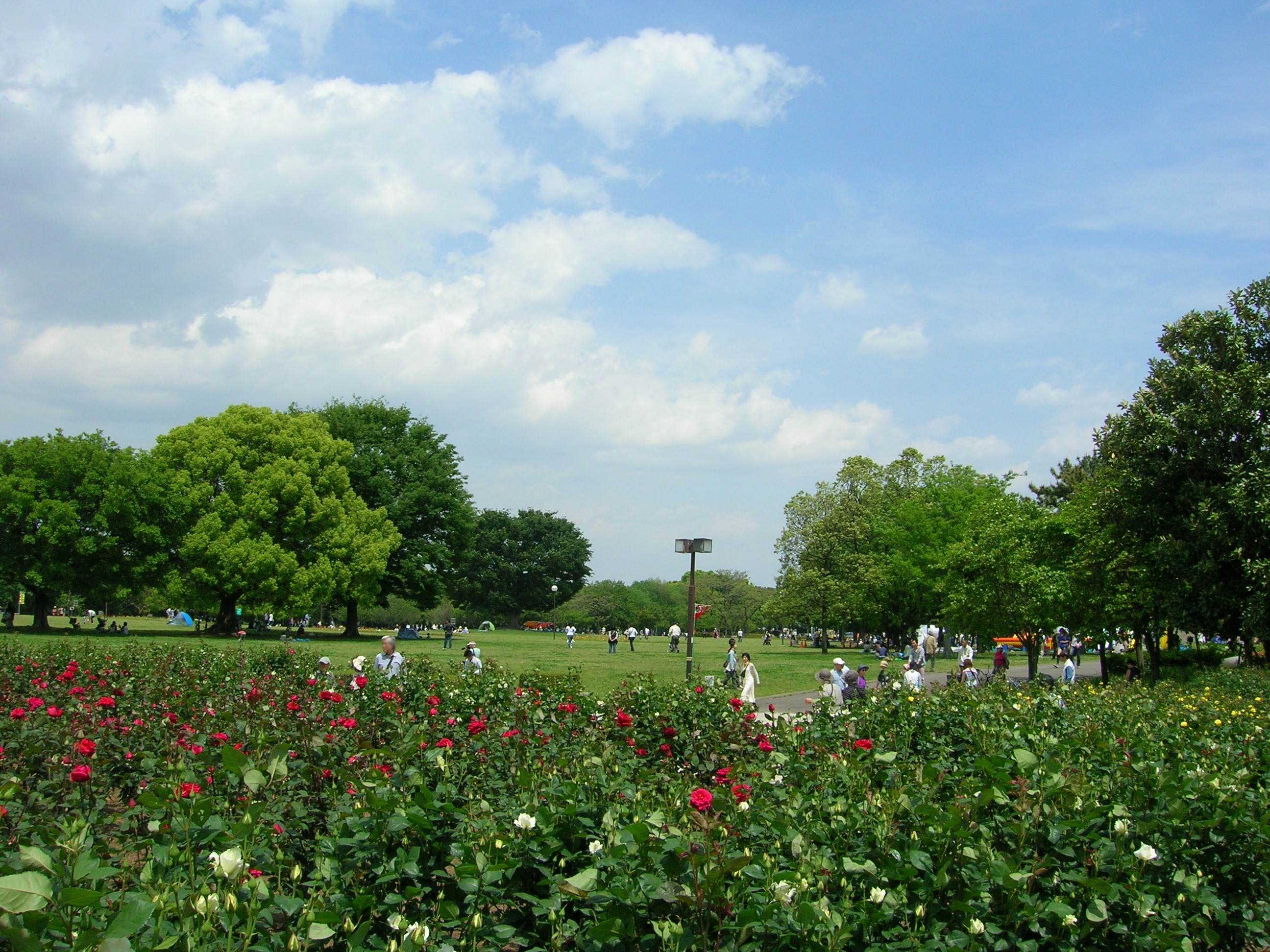
「第1次都市公園等整備五箇年計画」（1972-1977年度）に基づいて建設された名古屋市の庄内緑地（1986年開園）
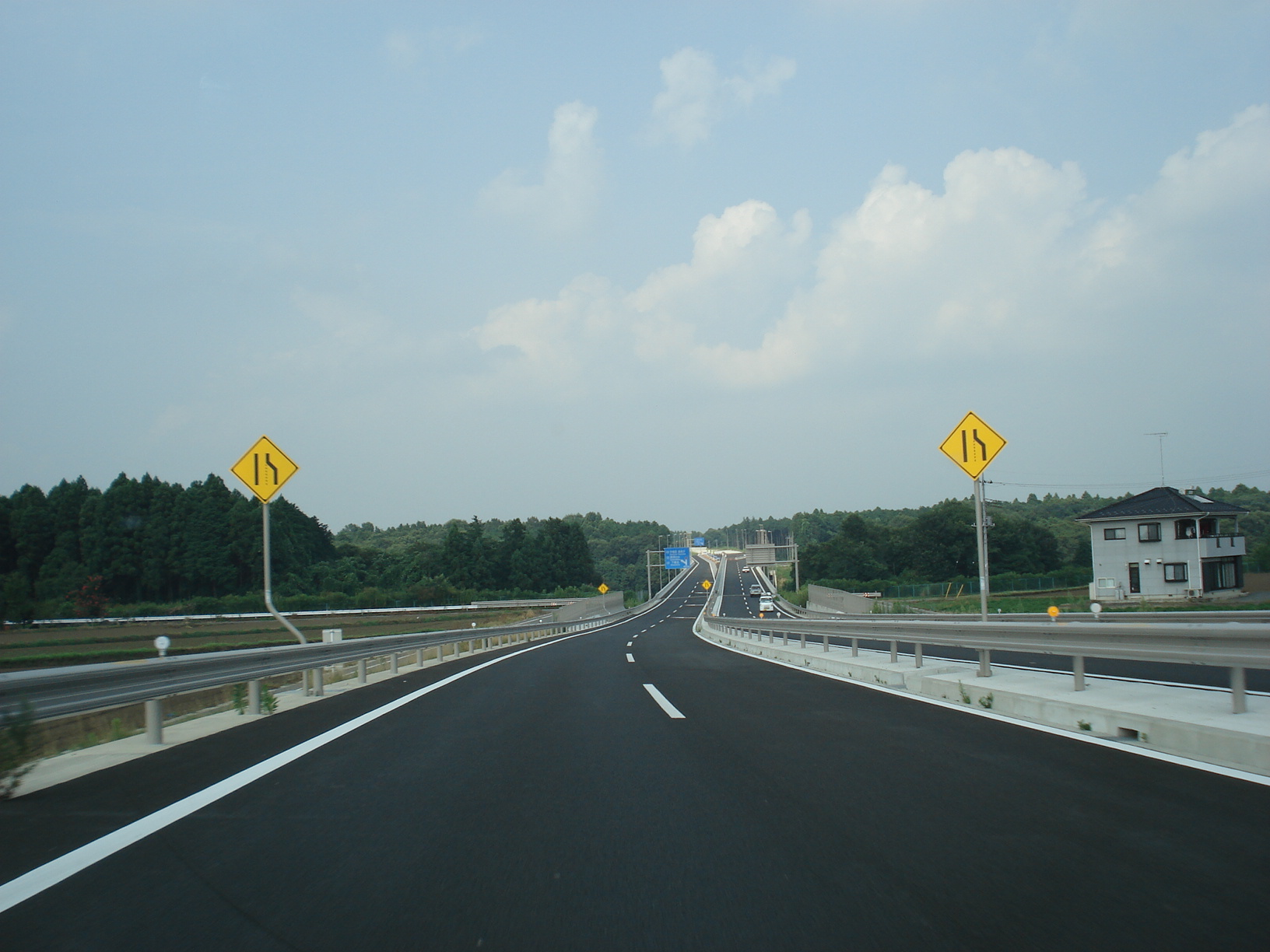
「新道路整備五箇年計画」（1998-2003年度）に基づいて建設された真岡市の真岡北バイパス（2008年に全線開通）。
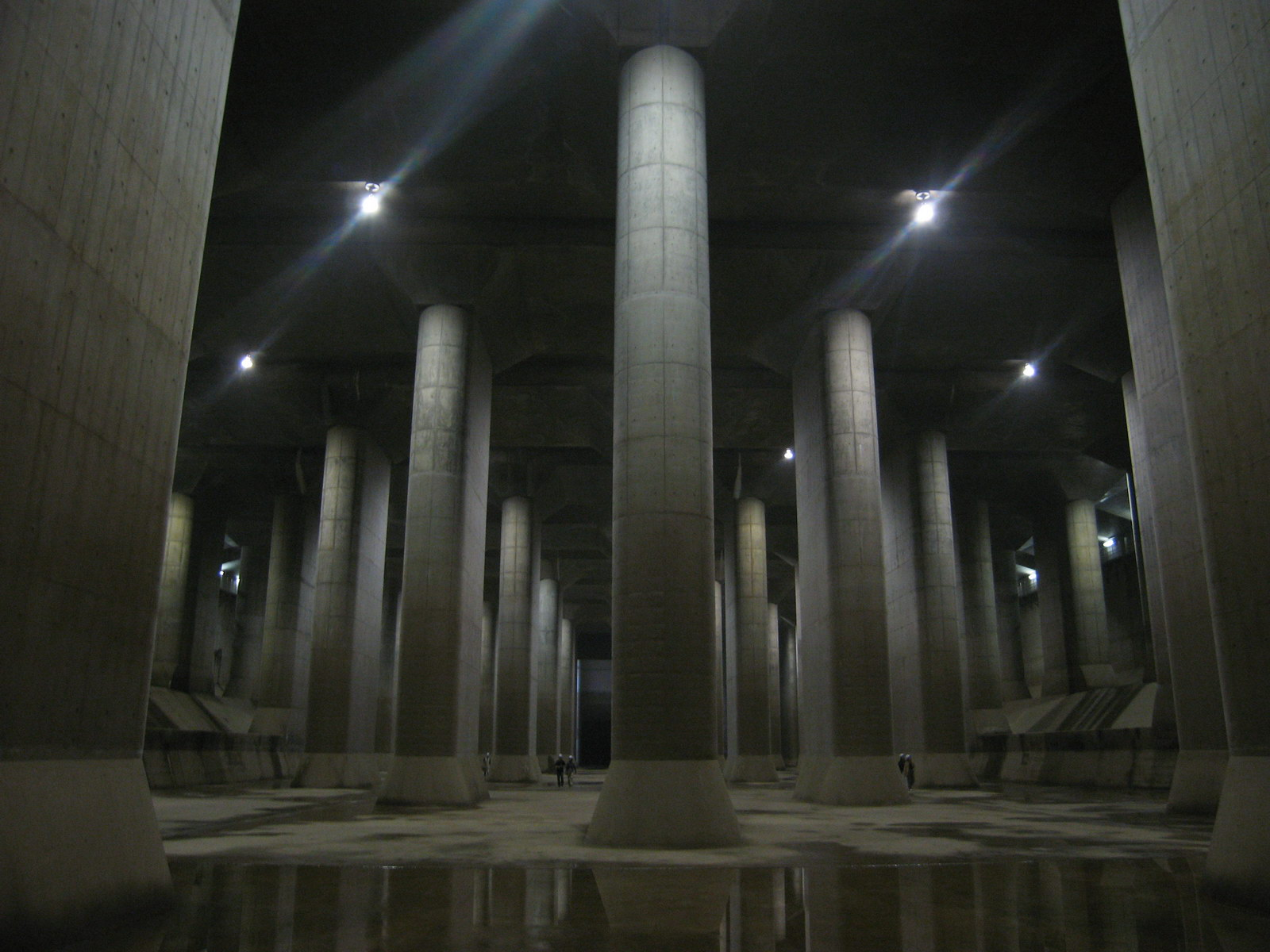
「彩の国5か年計画21」（2001-2006年度）で春日部市に建設された首都圏外郭放水路（2006年完成）。
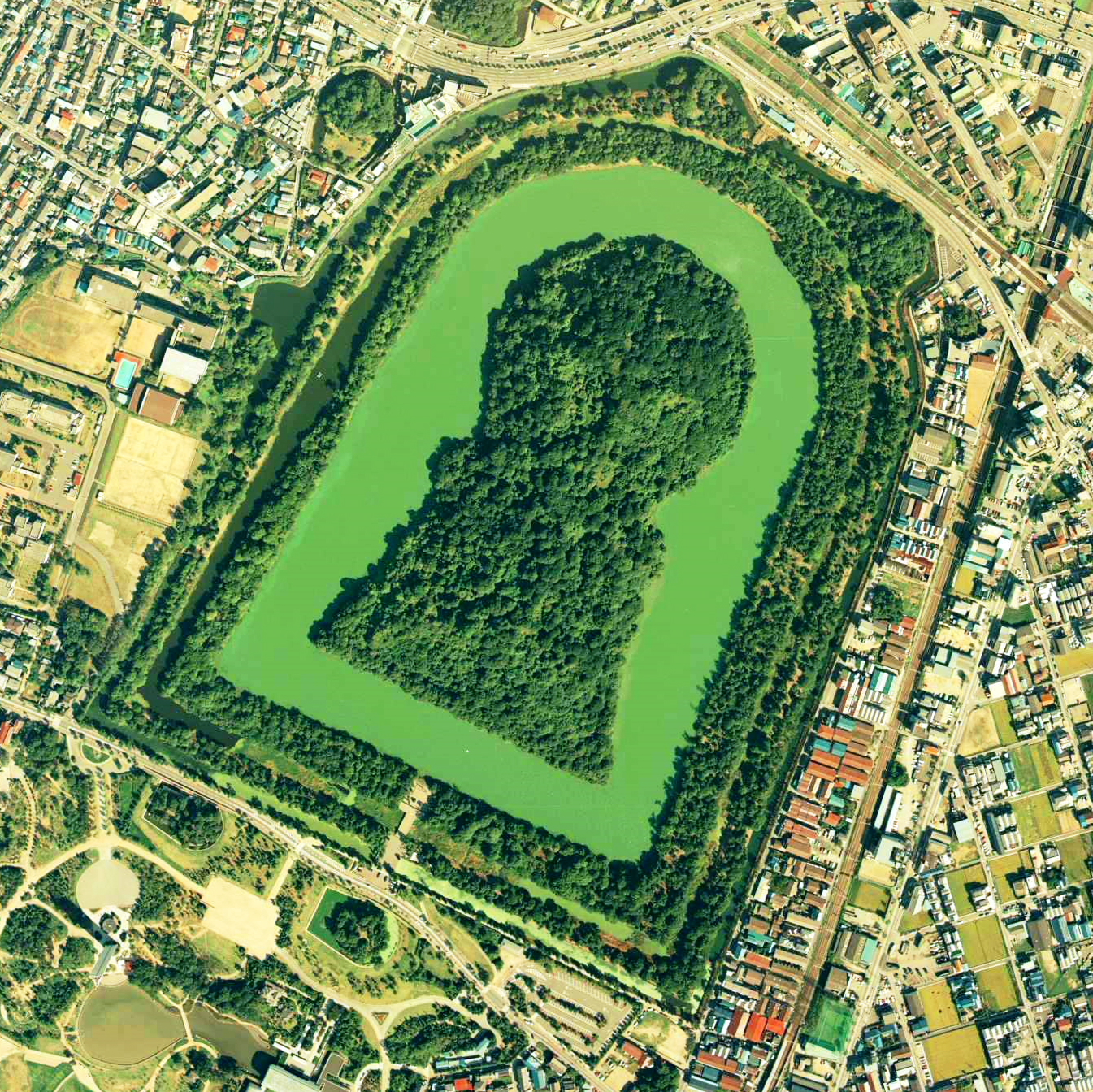
「まち・ひと・しごと創生総合戦略」（2015-2019年度）に基づいて堺市に配布された「地域活性化・地域住民生活等緊急支援交付金（地方創生先行型）」を活用した「堺市歴史文化魅力発信事業」により、堺市は百舌鳥・古市古墳群を世界文化遺産に登録する運動を行い、これを実現させた（2019年）。

### 企業の五か年計画
- 4期に渡り実施したエーザイの戦略的五カ年計画
- さいか屋で店員の給与を半額とするなどの対応を盛り込んだ復興五カ年計画

## 中華人民共和国
中華人民共和国においても五カ年計画が実施されている。1953年に第一次五カ年計画が行われて以降継続されており、2026年からは第十五次五カ年規画が行われる。

## その他の国の長期計画

### 東アジア
旧満州国においても満州産業開発五カ年計画が作成され施行された。
台湾では十大建設と呼ばれる長期計画が策定され、学術的・文化的発展も視野にいれた新十大建設を五ヶ年計画で打ち建てた。
韓国も五カ年計画を作成している（大韓民国の経済・韓国の五カ年計画）。

### 南・東南アジア
ジャワハルラール・ネルー政権下のインドでは、経済開発政策を打ち出し、その後も5年ごとに五カ年計画が発表された。ネルーは、企業の私有は認めていた（インドの五カ年計画）。
イギリスから独立したパキスタンにおいては、経済五カ年計画がつくられ、高度経済成長が始まった（パキスタンの歴史参照）。
ブータンにおいては、1960年代から進んだブータン国の開発・研究（第1-2次五カ年計画）により、幸福こそ人のそして国家の究極の目標としていた。
ベトナム、ネパールなどの国においても五カ年計画が策定されている。

### 西アジア・アフリカ
サウジアラビアのハーリド・ビン・アブドゥルアズィーズは顕著な業績として第2次五カ年計画によってインフラストラクチャーを整備。
アルジェリアの2009年から2014年にかけての五カ年計画に、日本はインフラ整備をはじめとする2860億ドルの投資を行っており在アルジェリア日本人はこのプロジェクトに関係している。

### ヨーロッパ・アメリカ
ナチス下のドイツでは四カ年計画が策定された。
トルコは、世界恐慌後にスターリン体制のソ連から巨額の融資と経済顧問団派遣をうけ、ムスタファ・ケマル・アタテュルクの下で1934年から五カ年計画を導入した。
スロベニアでは1946年以降、五カ年計画が実施されることとなり、重工業への転換を行いながら生産数を三倍にすることが期待され、全ての主な銀行、工場、運輸、流通、商業、貿易が国有化、地方の小規模商店は協同組合の一部として組み込まれるなど全ての面での国有化が進んだ（スロベニアの歴史参照）。
フランスのド・ビルパン政権（雇用・社会・住宅相：ジャン＝ルイ・ボルロー）では、住宅、雇用の保障を3つの柱とする、社会統合のための五カ年計画が発表された。